# Carl August Gottfried Pieschel

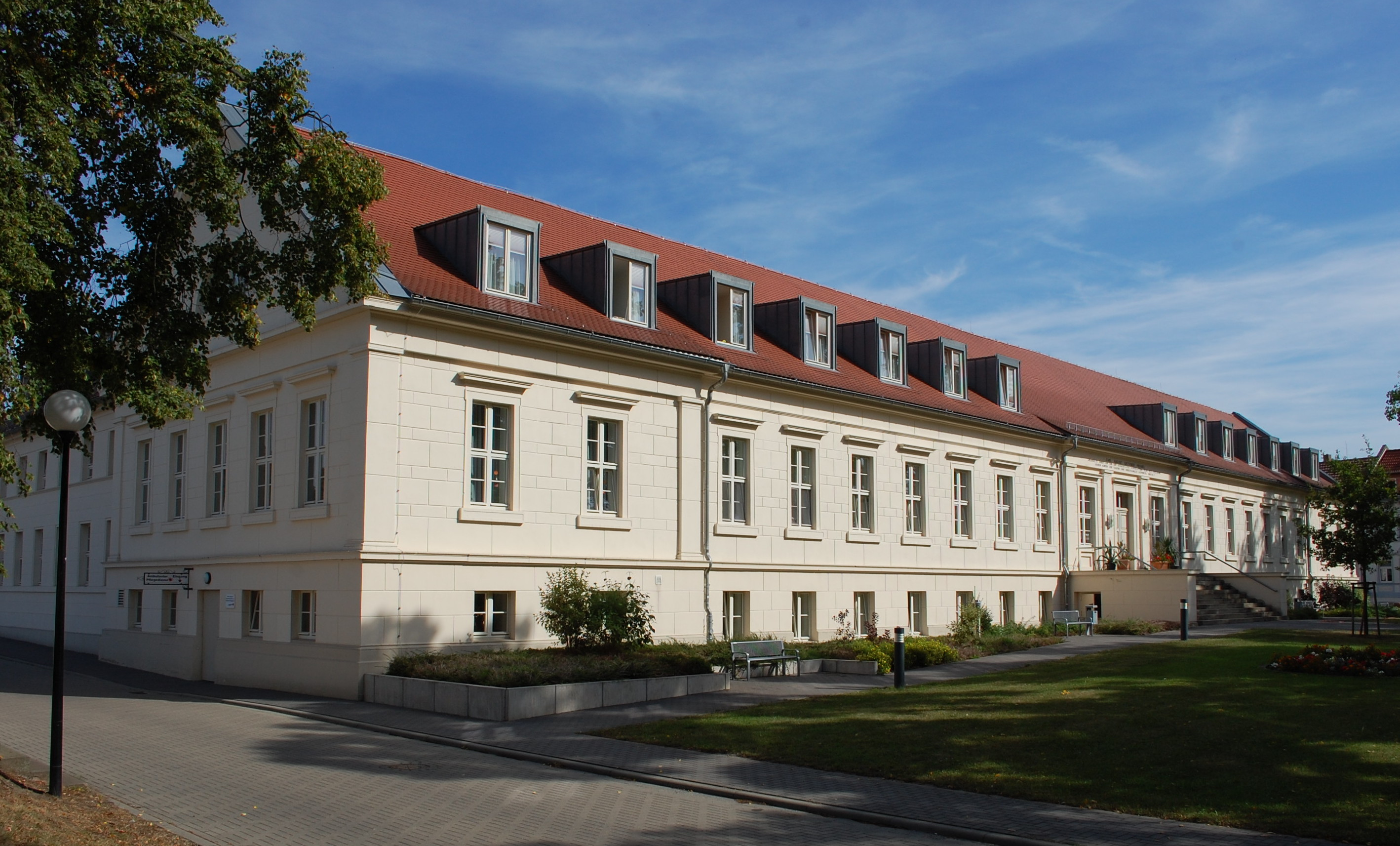
DRK-Seniorenzentrums "C. A. Gottfried Pieschel" in Burg (bei Magdeburg).

Carl August Gottfried Pieschel auch bekannt als Charles Augustus Godfrey Pieschell (* 28. Juli 1751 in Magdeburg; † 5. April 1821 in London) war ein deutscher Kaufmann und Stifter der Pieschelschen Anstalt in Burg (bei Magdeburg).

## Leben

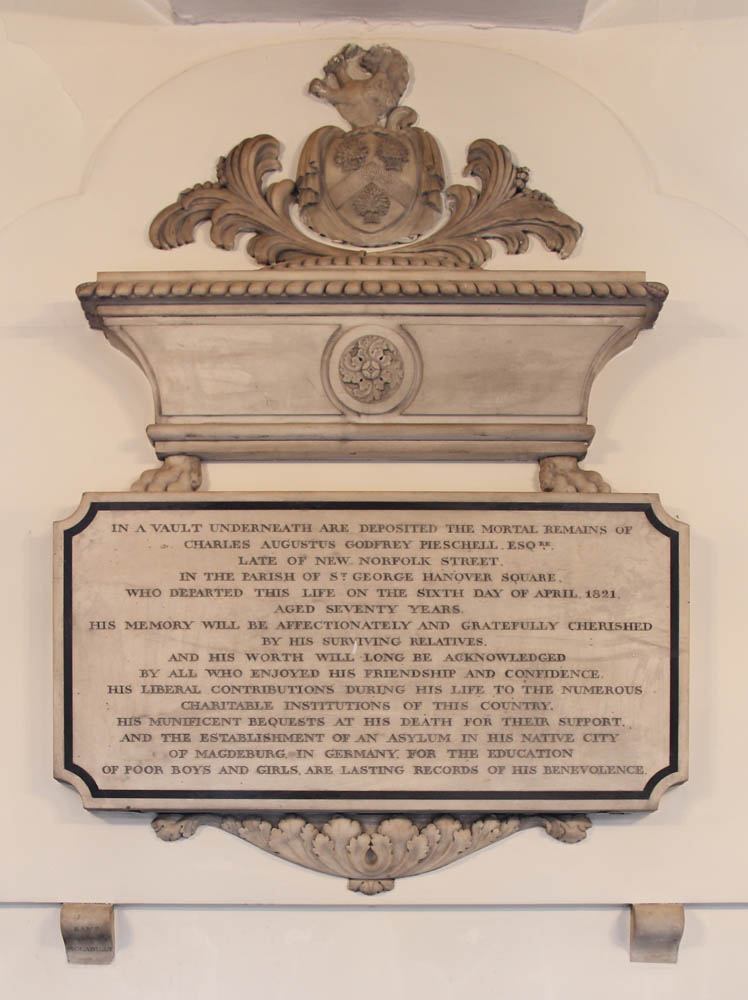
Steintafel in der St. John’s Wood Church in London zum Gedenken an Charles Augustus Godfrey Pieschell.

Pieschel wurde in Magdeburg als Sohn des Kaufmanns Carl Gottlob Pieschel (* 20. November 1704 in Dippoldiswalde; † 20. März 1765 in Magdeburg) und Maria Elisabeth Pieschel (* 14. November 1716 in Magdeburg; † 6. Februar 1796 in Magdeburg) geboren.
Er erlernte zunächst in Magdeburg das Kaufmannsgewerbe. Er wanderte jedoch bereits 1790 nach London aus, wo er seine kaufmännischen Fähigkeiten besser als in Preußen entfalten konnte und sich fortan Charles Augustus Godfrey Pieschell nannte.
Im Laufe seines Lebens in London hat er ein beträchtliches Vermögen erworben. Durch Geldanlagen in der Londoner Dock Company, in Fonds der Junction Canal Company, in Versicherungen und Grundbesitz erreichte er hohe Renditen.
Pieschel verstarb 1821 im Alter von 70 Jahren in London. Er wurde in der St. John’s Wood Church nahe dem Londoner Regent’s Park beerdigt. Hier findet sich auch eine Steintafel mit folgender Inschrift „In einem darunter liegenden Gewölbe sind die sterblichen Überreste von Charles Augustus Godfrey Peschell, Esq., zuletzt in der New Norfolk Street in der Pfarrei St. George Hanover Square, begraben, der am 6. April 1821 im Alter von 70 Jahren verstarb. Seine hinterbliebenen Angehörigen werden sein Andenken liebevoll und dankbar bewahren, und sein Wert wird noch lange von allen anerkannt werden, die seine Freundschaft und sein Vertrauen genossen. Seine großzügigen Beiträge während seines Lebens an die zahlreichen Wohltätigkeitseinrichtungen dieses Landes, seine großzügigen Vermächtnisse zu ihrer Unterstützung nach seinem Tod und die Gründung einer Anstalt in seiner Heimatstadt Magdeburg in Deutschland zur Ausbildung armer Jungen und Mädchen sind bleibende Zeugnisse seiner Wohltätigkeit.“
In seinen Testamenten vom 26. Oktober 1820 und 1. April 1821 verfügte er, dass eine Erziehungs- und Verpflegungsanstalt für arme Kinder beiderlei Geschlechts aus Magdeburg errichtet werden sollte. Dazu stellte er eine Summe von 33.333 Pfund Sterling zur Verfügung.
Seine beiden Neffen, der Amtsrat von Calbe, Christoph Dietrich Pieschel, und der Magdeburger Kaufmann Carl Friedrich von Pieschel wurden mit der Errichtung der Stiftung beauftragt. Das Kapital war so bemessen, dass jährlich 1000 Pfund Zinsen aufliefen. 
Im Jahr 1828 wurde in der Berliner Straße in Burg (bei Magdeburg) mit dem Bau eines Waisenhauses begonnen. Ostern 1831 wurde die Anstalt eröffnet und am 4. Juli desselben Jahres feierlich eingeweiht. Erster Vorsteher der Anstalt wurde Carl Friedrich von Pieschel.
Die Zahl der Zöglinge betrug bei Eröffnung der Anstalt 48 Jungen und 12 Mädchen. Insgesamt waren in den Jahren von 1831 bis 1923 etwa 1660 Waisenkinder in der Anstalt untergebracht. Die Inflation vernichtete die Stiftung, und das Waisenhaus wurde 1923 geschlossen. Nach zwischenzeitlichem Leerstand, aufgrund von finanzieller Unsicherheit, wurde das Gebäude zu DDR-Zeiten erneut als Schule genutzt. Ab 1996 stand es teilweise und ab 1998 dann vollständig leer. Seit 2006 befindet sich in dem denkmalgeschützten, klassizistischen Bau ein Seniorenheim, welches vom Deutschen Roten Kreuz unter dem Namen DRK-Seniorenzentrum „C. A. Gottfried Pieschel“ betrieben wird.